# Izsák László
Izsák László, írói álnevei: Bálint István, Bálint László, Bálint-Izsák László (Marosvásárhely, 1911. május 25. – Temesvár, 1986. szeptember 27.) erdélyi magyar író, újságíró, publicista. Izsák Sámuel bátyja.

## Életútja
Középiskolai tanulmányait szülővárosában, Nagyváradon és Temesvárt végezte (1930). Temesvári vállalatoknál tisztviselőként, ill. munkásként dolgozott. Első nyomtatásban megjelent írását 1925-ben a Temesvári Hírlap, cikkeit, tanulmányait, vitaírásait a legális és illegális munkássajtó közölte. Az 1930-as évek elejétől a Korunk munkatársa: Gaál Gábor folyóiratában szépirodalmi, irodalomkritikai, történelmi, politikai és közgazdasági anyagokkal jelentkezett. A lap 1932/6-os számában közölte Rosner László útja című regényének egy részletét; a kéziratot a sziguranca egy házkutatáskor elkobozta. 1939-ben a 6 Órai Újságot bérelő s szerkesztő kommunista újságírócsoport vezetője; itt kül- és belpolitikai és vitacikkei jelentek meg.
A háború után gyárigazgatói, intézményvezetői munkakörökben dolgozott. Rövid ideig a Temesvári Állami Magyar Színház aligazgatójaként működött. 1955 és 1959 között a Szabad Szó közművelődési rovatát szerkesztette. Tevékeny tagja volt a temesvári Ady Endre, ill. Franyó Zoltán Irodalmi Kör vezetőségének. Szerkesztette a kör tagjainak írásait felölelő Lépcsők című antológia három kötetét (1977, 1980, 1984).
Főleg munkásmozgalmi tárgyú elbeszéléseit, novelláit, regényrészleteit, tanulmányait és cikkeit a Szabad Szó, Utunk, Bánsági Írás, az újraindult Korunk és A Hét, valamint a Bánsági Üzenet és Bánáti Tükör című antológiák közölték. Kritikusa, Herédi Gusztáv kifogásolja írásainak a munkásirodalom kezdeteire visszavezethető retorikáját, de leszögezi: "...ezek az írások sajátos korból származó üzenetük, erős erkölcsi töltésük révén ma is jogosan számítanak érdeklődésre."

## Kötetei
- Az első brigád (novella, 1950)
- Sodró erők (regény, 1963)
- Bálint-Izsák László: Holdsütésben; Facla, Temesvár, 1976 (három kisregény)
- A Nap jegyében (regény, Temesvár, 1979)
- Piros orchidea (novellák, Temesvár, 1983)